# Saint-Clair-sur-l'Elle
Saint-Clair-sur-l'Elle  là một xã thuộc tỉnh Manche trong vùng Normandie tây bắc nước Pháp. Xã này nằm ở khu vực có độ cao trung bình 55 mét trên mực nước biển.